# St. Laurentius (Odenkirchen)

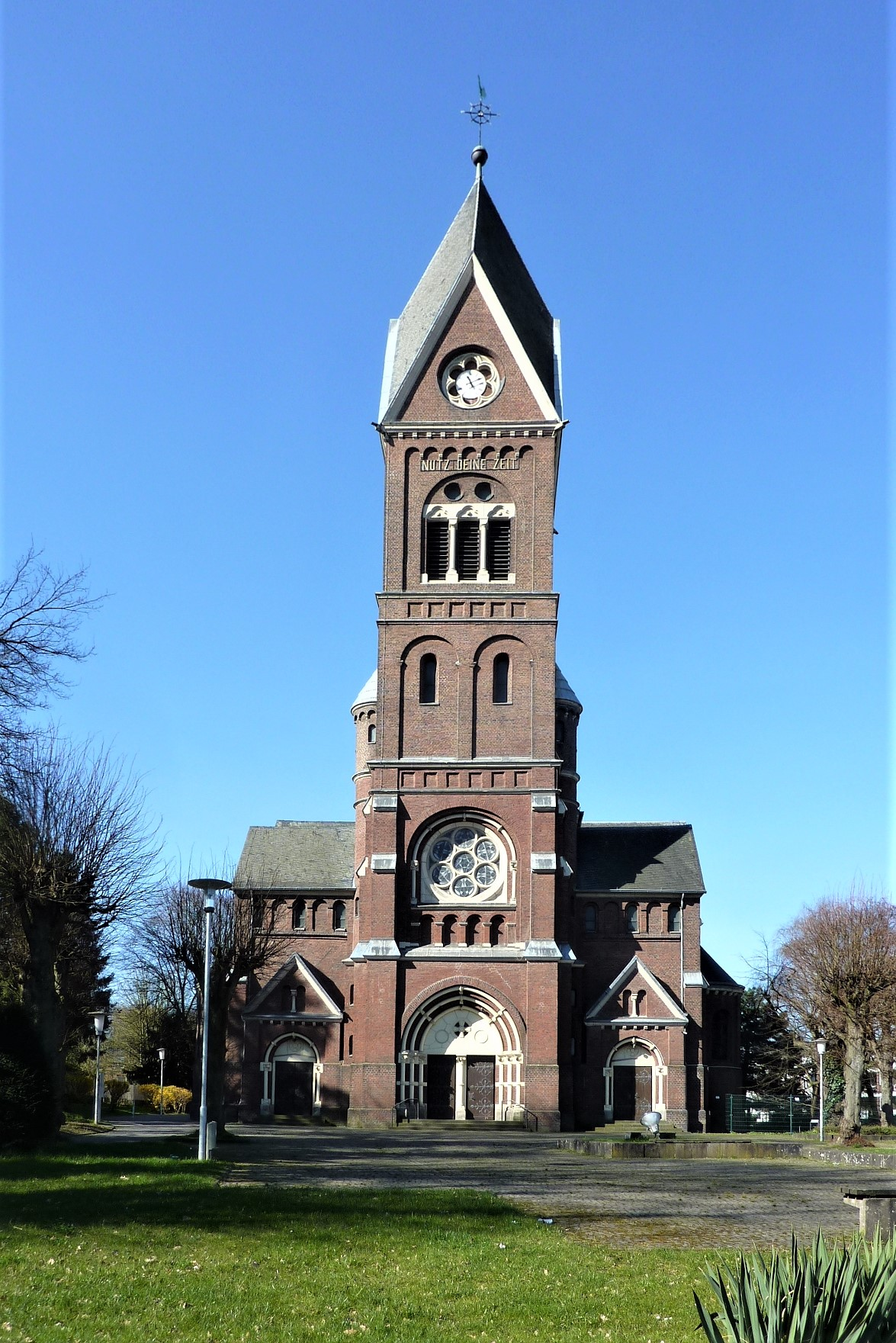
Kirche (2017)

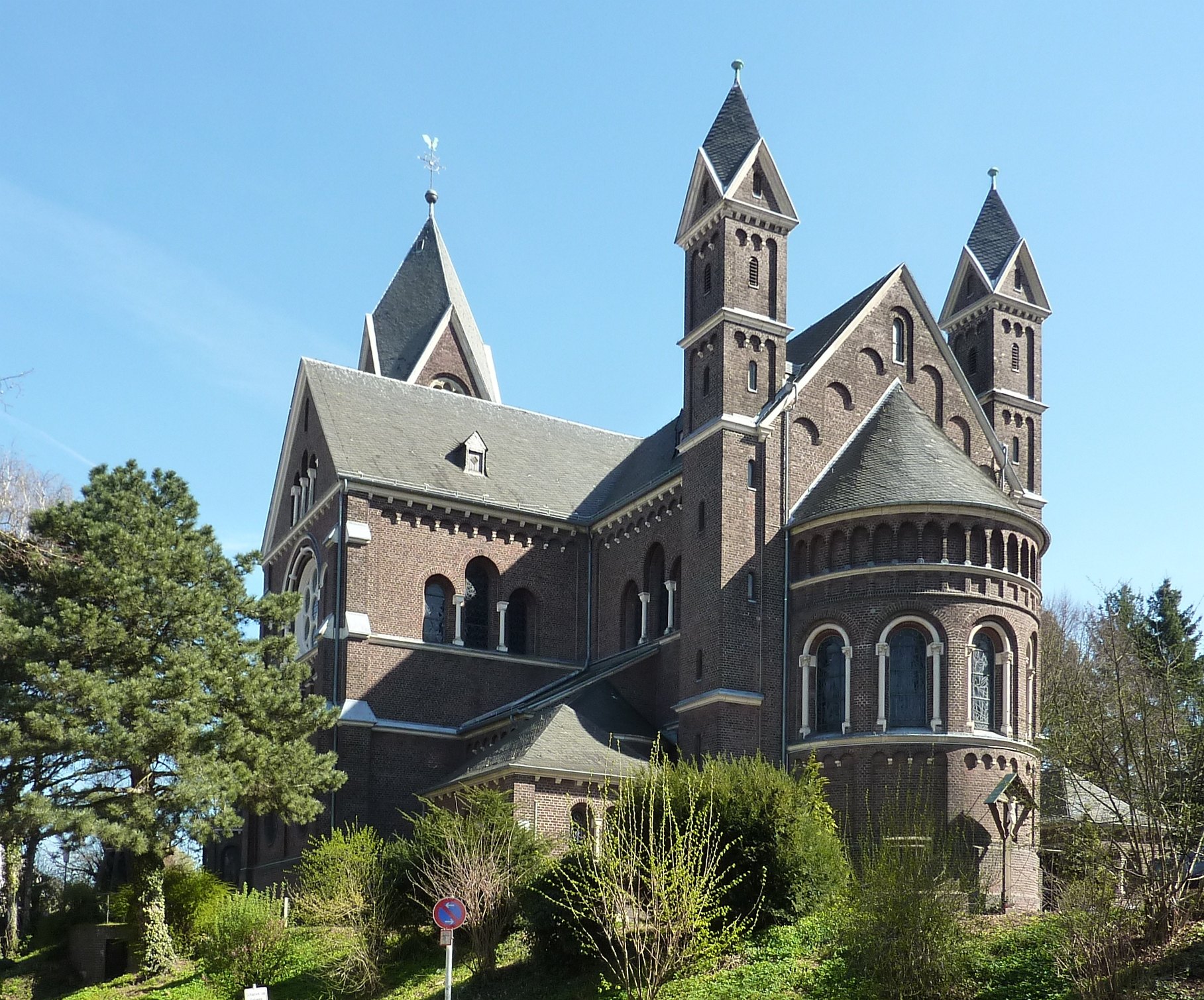
Kirche (2017)

Die römisch-katholische Pfarrkirche St. Laurentius steht im Stadtteil Odenkirchen in Mönchengladbach (Nordrhein-Westfalen), Laurentiusplatz 9.
Die neuromanische Kirche wurde 1889 bis 1891 erbaut. Sie wurde unter Nr. L 033 am 17. September 1991 in die Denkmalliste der Stadt Mönchengladbach eingetragen.

## Geschichte
Die Kirche ist dem Patrozinium des heiligen Laurentius von Rom unterstellt. 
Architekt ist Franz Schmitz. Am 4. Mai 1890 war Grundsteinlegung und am 15. November 1891 war Kirchweihe. Die Kirche wurde am 31. August 1943, am 14. Dezember 1944 und am 28. Februar 1945 durch alliierte Bombenangriffe stark beschädigt, konnte aber Ende des Jahres 1948 wieder benutzt werden.
Am 26. Juni 2017 wurde der „Förderverein St. Laurentius Odenkirchen“ gegründet, dessen Zweck es unter anderem ist, den Erhalt der Pfarrkirche St. Laurentius in Odenkirchen zu unterstützen.

## Lage
Das Objekt liegt südwestlich der in den Laurentiusplatz einmündenden Straßen Burgfreiheit und der von-der-Helm-Straße in unmittelbarer Nähe des Ortszentrums in Odenkirchen auf einem Eckgrundstück.

## Architektur
Es handelt sich um eine dreischiffige, gewestete Basilika mit Querschiff. Östlich des zweijochigen Langschiffs steht der von einem steilen Rhombendach abgeschlossene hohe Ostturm. Ein halbrunder Chorabschluss wird flankiert von je einem schlanken Chorflankenturm über quadratischem Grundriss mit je einem Sakristeieinbau.

## Orgel

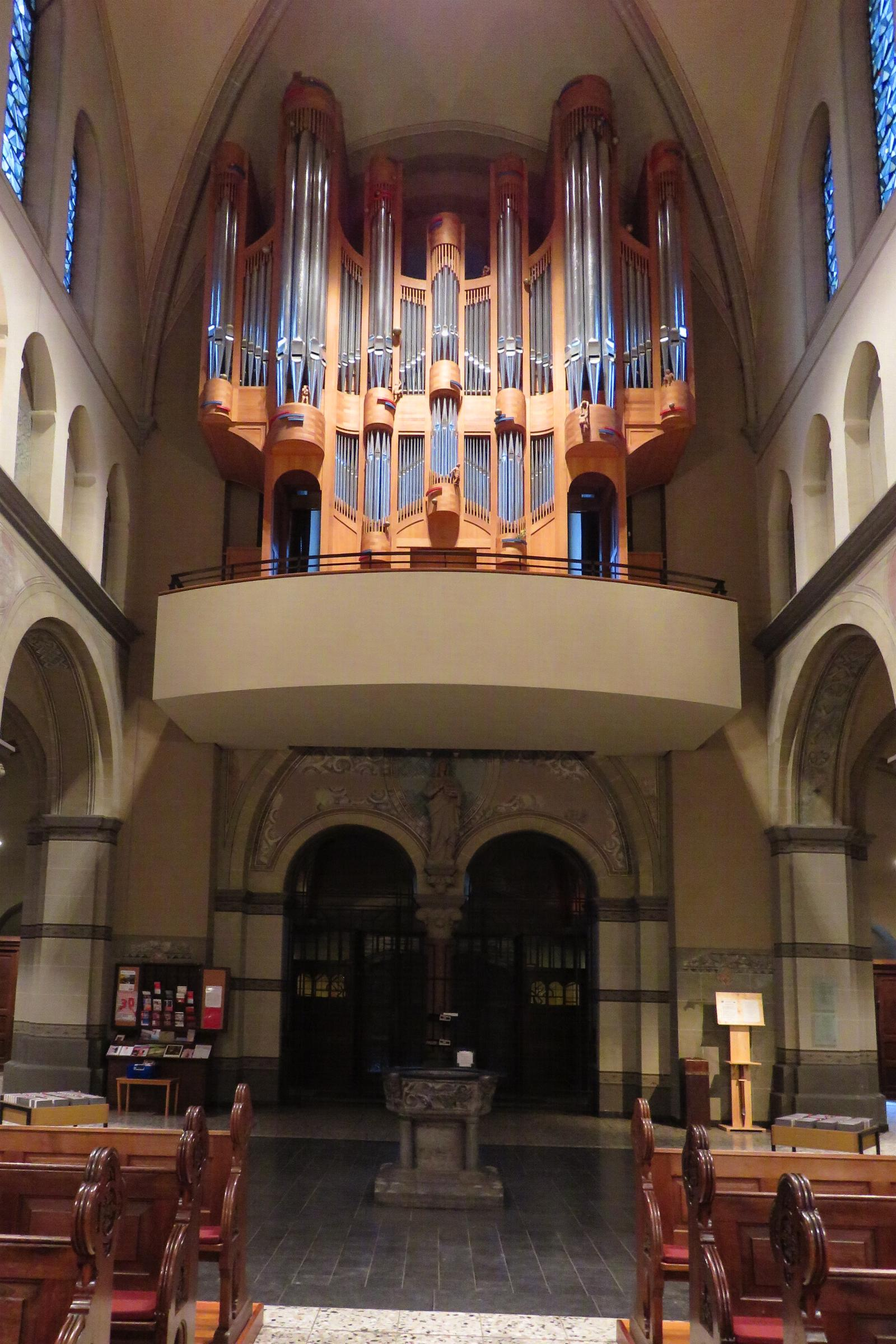
Rensch Orgel

Die Orgel wurde 1997 von der Orgelbaufirma Rensch (Lauffen/Neckar) errichtet. Das Schleifladen-Instrument hat 40 Register auf drei Manualen und Pedal. Die Spiel- und Registertrakturen sind mechanisch. Die Disposition lautet:
| I Grand Orgue C–g3 |                       |       |
| 1.                 | Bourdon               | 16′   |
| 2.                 | Montre                | 8′    |
| 3.                 | Flûte harmonique      | 8′    |
| 4.                 | Bourdon               | 8′    |
| 5.                 | Salicional            | 8′    |
| 6.                 | Prestant              | 4′    |
| 7.                 | Flûte douce           | 4′    |
| 8.                 | Nazard harmonique     | 2 ⁄3′ |
| 9.                 | Octavin               | 2′    |
| 10.                | Grosse Mixture III-IV | 4′    |
| 11.                | Plein jeu V           | 2′    |
| 12.                | Cornet V (ab c1)      | 8′    |
| 13.                | Bombarde              | 16′   |
| 14.                | Trompette             | 8′    |

| II Solo expressif C–g3 |                  |       |
| 15.                    | Bourdon          | 8′    |
| 16.                    | Montre           | 4′    |
| 17.                    | Flûte octaviante | 4′    |
| 18.                    | Piccolo          | 2′    |
| 19.                    | Sesquialtera II  | 2 ⁄3′ |
| 20.                    | Cymbale III      | 1′    |
| 21.                    | Voix humaine     | 8′    |
| 22.                    | Cromorne         | 8′    |
|                        | Tremblant doux   |       |

| III Récit expressif C–g3 |                      |        |
| 23.                      | Cor de nuit          | 8′     |
| 24.                      | Viole de Gambe       | 8′     |
| 25.                      | Voix céleste (ab c0) | 8′     |
| 26.                      | Prestant             | 4′     |
| 27.                      | Flûte traversière    | 4′     |
| 28.                      | Nazard               | 2 ⁄3′  |
| 29.                      | Doublette            | 2′     |
| 30.                      | Tierce               | 1 3⁄5′ |
| 31.                      | Trompette harmonique | 8′     |
| 32.                      | Clairon harmonique   | 4′     |
| 33.                      | Basson-Hautbois      | 8′     |
| 34.                      | Basson               | 16′    |
|                          | Tremblant            |        |

| Pedale C–f1 |                          |     |
| 35.         | Flûte ouverte            | 16′ |
| 36.         | Soubasse                 | 16′ |
| 37.         | Basse                    | 8′  |
| 38.         | Chant de Laurent (Flûte) | 4′  |
| 39.         | Bombarde                 | 16′ |
| 40.         | Trompette                | 8′  |

- Koppeln: II/I, III/I (Suboktavkoppel), III/II, I/P, II/P, III/P

## Pfarrer
Folgende Priester wirkten bislang als Pfarrer an St. Laurentius:
- 1900–1942: Heinrich von der Helm
- 1942–1965: Franz Rixen
- 1965–1985: Johannes Giesen
- 1985–2005: Josef Vohn
- 2015–2024: Michael Röring (Pfarradministrator)
- Seit 2024: Achim Köhler (Pfarradministrator)